# Silvano Lorenzon
Silvano Lorenzon (Marsiglia, 11 ottobre 1964) è un ex ciclista su strada italiano, professionista dal 1988 al 1991. Ottimo dilettante, nella carriera professionistica colse un'unica vittoria, imponendosi nella seconda frazione della Ruota d'Oro, nel 1990.

## Palmarès
- 1986 (dilettanti)

Trofeo Città di San Vendemiano
- 1987 (dilettanti)

Trofeo Città di Castelfidardo
- 1990 (Malvor, una vittoria)

2ª tappa Ruota d'Oro (Enna > Scordia)

## Piazzamenti

### Grandi Giri
- Giro d'Italia

1988: 85º
1990: 130º
1991: 92º

### Classiche monumento
- Milano-Sanremo

1990: 60º